# 서부순환대로
서부순환대로(Seobusunhwan-daero)는 충청북도 충주시 풍동 풍동 교차로와 금가면 사암리 사암 교차로를 잇는 충청북도의 도로이다. 건설 당시에는 충주시 국도대체우회도로로 불렸다.

## 역사
- 2005년 7월 13일 : 충주시 용두동 ~ 금가면 사암리 10.8km 구간을 자동차 전용도로로 지정[1]
- 2007년 8월 14일 : 충주시 풍동 ~ 용두동 7.246km 구간을 자동차 전용도로로 지정[2]
- 2013년 6월 28일 : 충주 국도대체우회도로 (충주시 용두동 ~ 금가면 사암리 구간 10.8km) 개통.[3]
- 2013년 8월 12일 : 용두 ~ 금가간 도로(충주시 용두동 ~ 동량면 대전리) 10.8km 구간 확장 개통, 기존 충주시 풍동 ~ 금가면 사암리 14.4km 구간 폐지[4]

## 주요 경유지
충청북도
- 충주시 (달천동 - 중앙탑면 - 금가면 - 동량면 - 금가면)

## 노선
- (■): 자동차 전용도로 구간

| 이름                  | 접속 노선                             | 소재지 | 소재지 | 비고                                                    |
| --------------------- | ------------------------------------- | ------ | ------ | ------------------------------------------------------- |
| 풍동 교차로           | 국가지원지방도 제82호선 (중원대로)    | 충주시 | 달천동 | 국도 제3, 19, 36호선 구간                               |
| 임경업장군 교차로     | 풍동길 상풍2길                        | 충주시 | 달천동 | 국도 제3, 19, 36호선 구간 상행 진출 불가 하행 진입 불가 |
| 하풍1교               |                                       | 충주시 | 달천동 | 국도 제3, 19, 36호선 구간                               |
| 하풍 교차로 (하풍2교) | 풍동동막길                            | 충주시 | 달천동 | 국도 제3, 19, 36호선 구간                               |
| 가주1교               |                                       | 충주시 | 달천동 | 국도 제3, 19, 36호선 구간                               |
| 가주 교차로 (가주2교) | 소가주1길                             | 충주시 | 달천동 | 국도 제3, 19, 36호선 구간                               |
| 가주3교               |                                       | 충주시 | 달천동 | 국도 제3, 19, 36호선 구간                               |
| 용관터널              |                                       | 충주시 | 달천동 | 국도 제3, 19, 36호선 구간 상행 연장 435m 하행 연장 513m |
| 용관교                |                                       | 충주시 | 달천동 | 국도 제3, 19, 36호선 구간                               |
| 용두 교차로           | 국도 제3호선 국도 제36호선 (중원대로) | 충주시 | 달천동 | 국도 제3, 19, 36호선 구간                               |
| 용두1교               |                                       | 충주시 | 달천동 | 국도 제19호선 구간                                      |
| 용두1교               | 중앙탑면                              | 충주시 |        | 국도 제19호선 구간                                      |
| 갈마교                |                                       | 충주시 |        | 국도 제19호선 구간                                      |
| 창동 교차로           | 국가지원지방도 제82호선 (탄금대로)    | 충주시 |        | 국도 제19호선 구간                                      |
| 우륵대교              |                                       | 충주시 |        | 국도 제19호선 구간                                      |
| 금가면                |                                       | 충주시 |        | 국도 제19호선 구간                                      |
| 오석교                |                                       | 충주시 |        | 국도 제19호선 구간                                      |
| 유송 교차로           | 김생로                                | 충주시 |        | 국도 제19호선 구간                                      |
| 반송교 문산교 문곡교  |                                       | 충주시 |        | 국도 제19호선 구간                                      |
| 문산 교차로           | 보라매로                              | 충주시 | 동량면 | 국도 제19호선 구간                                      |
| 마사교                |                                       | 충주시 | 금가면 | 국도 제19호선 구간                                      |
| 사암 교차로           | 국도 제19호선 (충원대로)              | 충주시 | 금가면 | 국도 제19호선 구간                                      |